# Illigera aromatica
Illigera aromatica là một loài thực vật có hoa trong họ Hernandiaceae. Loài này được S.Z. Huang & S.L. Mo miêu tả khoa học đầu tiên năm 1985.